# Armen Tachtadschjan
Armen Tachtadschjan (armenisch Արմեն Լևոնի Թախտաջյան, russisch Армен Леонович Тахтаджян/ Armen Leonowitsch Tachtadschjan, in der englischsprachigen Literatur durchwegs Armen Takhtajan; * 28. Maijul. / 10. Juni 1910greg. in Şuşa, Russisches Kaiserreich, heute Aserbaidschan (Bergkarabach); † 13. November 2009 in Sankt Petersburg) war ein armenisch-sowjetischer Botaniker. Sein offizielles botanisches Autorenkürzel lautet „Takht.“

## Leben
Tachtadschjan studierte am All-Unions Institut für subtropische Getreide in Tiflis und war 1938 bis 1948 Leiter der botanischen Fakultät der Armenischen Staatsuniversität. 1944 bis 1948 war er Direktor des Botanischen Instituts der Armenischen Akademie der Wissenschaften. Den Posten verlor er, da er offen als Gegner des Lyssenkoismus auftrat. Er fand aber bald darauf eine Anstellung an der Staatlichen Universität Leningrad, in der der Einfluss Lyssenkos nicht so stark war. Er war Wissenschaftler am Botanischen Institut Komarow der Sowjetischen Akademie der Wissenschaften in Leningrad, von 1976 bis 1986 als Direktor.
Tachtadschjan befasste sich insbesondere mit der Evolution und Systematik der höheren Pflanzen. Insbesondere ist seine 1997 erschienene Systematik ein Referenzwerk der auf morphologischen, physiologischen und cytologischen Merkmalen basierenden Pflanzensystems der höheren Pflanzen (siehe Systematik der Bedecktsamer nach Tachtadschjan). Sein System wurde in den 1940er Jahren entwickelt und im Westen in den 1950er Jahren bekannt. Er war in wissenschaftlichem Austausch mit dem Pflanzen-Taxonomen Arthur Cronquist.
Er war seit 1972 volles Mitglied der Russischen Akademie der Wissenschaften, Mitglied der Leopoldina, der Finnischen Akademie der Wissenschaften, der Armenischen Akademie der Wissenschaften und der National Academy of Sciences (1971). Außerdem war er Präsident der Sowjetischen Botanischen Gesellschaft (1973) und der International Association for Plant Taxonomy (1975).

## Ehrungen
Er wurde 1990 Held der sozialistischen Arbeit, nicht zuletzt wegen seines Widerstands gegen den Lyssenkoismus. Nach Tachtadschjan benannt sind die Pflanzengattungen Takhtajania Baranova & J.-F.Leroy aus der Familie der Winteraceae, Takhtajaniella V.E.Avet. aus der Familie der Kreuzblütler (Brassicaceae), Takhtajaniantha Nazarova und Takhtajanianthus A.B.De aus der Familie der Korbblütler (Asteraceae).

## Veröffentlichungen (Auswahl)
- Morfologičeskaja evoljucija pokrytosemennyh, 1948
- Voprosy evoljucionnoj morfologii rastenij, 1954
- Die Evolution der Angiospermen, 1959
- Flora armenii, 10 Bände, 1954–2001[4]
- Mit A.A.Fedorov: Flora Erevana, 1972[4]
- Flowering plants: origin and dispersal, 1969
- Evolution und Ausbreitung der Blütenpflanzen, 1973
- The floristic regions of the world (Übersetzung von T.J. Crovello u. A. Cronquist). University of California Press, Berkeley 1986 (russisches Original 1978)
- A.L. Takhtajan: Evolutionary trends in flowering plants. Columbia Univ. Press, New York 1991
- A.L. Takhtajan: Diversity and Classification of Flowering Plants. Columbia Univ. Press, New York 1997